# 陈巨来
陈巨来（1904年—1984年），名斝，字巨来，以字行，号塙斋、安持、安持老人、牟道人、石鹤居士，斋名安持精舍，浙江平湖乍浦镇人，寓居上海，中国篆刻家、书画家、诗人、民国掌故专家。其篆刻被誉为“三百年来第一人”。作品有《安持人物琐忆》、《安持精舍印话》等。
陈巨来篆刻艺术蜚声海内外，作品得到众多金石收藏家的珍视。曾任上海中国画院画师、西泠印社社员、上海书法篆刻研究会会员。陈又为诗人，并擅书法。

## 生平
陈巨来幼承家学，篆刻初从嘉兴陶惕若，1924年拜赵叔孺为师，遂以《十钟山房印举》为本，学习汉印。1926年，由师介绍得识富于收藏的吴大澄之孙画家、鉴赏家吴湖帆，吴慷慨将家藏汪关《宝印斋印式》十二册借其参考。后又得见平湖葛书征辑《元明清三代象牙犀角印存》，便专玫元朱文。乃师叔孺赞他“刻印醇厚，元朱文为近代第一”。
1927年5月，结识国画大师张大千，交往甚密，常为之镌刻印章。1946年10月，张大千在沪举办个人画展，请陈治印。画展大获成功，印章篆刻亦得好评。自张大千在香港为其辑定印行《安持精舍印存》后，陈巨来篆刻艺术蜚声海内外。1980年9月，被聘为上海市文史馆馆员。1981年，陈收录自15岁至78岁印作500余方，以其斋号安持精舍之名，编集成《安持精舍印冣》附《安持精舍印话》1卷，由上海人民美术出版社出版。辑有《古印举式》两集。